# Magnus Alkarp
Magnus Alkarp (født 1959) er en svensk musiker, arkæolog og skønlitterær forfatter.